# Supercoppa di Lega di Prima Divisione 2012
La Supercoppa di Lega di Prima Divisione 2012 è stata la 13ª edizione della Supercoppa di Serie C. Nel torneo si affrontano le vincitrici dei due gironi della Lega Pro Prima Divisione 2011-2012. L'edizione venne vinta dallo Spezia per la seconda volta nella sua storia.

## Squadre partecipanti
Le squadre partecipanti all'edizione 2012:
- Ternana Vincitrice girone A di Lega Pro Prima Divisione 2011-2012
- Spezia Vincitore girone B di Lega Pro Prima Divisione 2011-2012

## Formula
La formula prevede che le due squadre si affrontino in una gara di andata ed in una di ritorno, la vincitrice dell'edizione sarà quella che avrà segnato più gol in entrambe le gare. In caso di arrivo a pari reti, la vittoria dell'edizione verrà data alla squadra che ha segnato il maggior numero di gol in trasferta. In caso che anche i gol in trasferta segnati dalle compagini siano uguali, si procederà ai calci di rigore.

## Incontri
| Terni 13 maggio 2012, ore 15:00 CEST Andata | Ternana           | 0 – 0 referto | Spezia | Stadio Libero Liberati\| Arbitro: \| Bindoni (Venezia) \| |
| Arbitro:                                    | Bindoni (Venezia) |               |        |                                                           |

| Arbitro: | Benassi (Bologna) |

|                               |           |             |
| Evacuo 80’ (rig.) Lucioni 84’ | Marcatori | 72’ Docente |